# 樊瑀
樊瑀（？—？），字文珮，順天府霸州文安縣人，明朝政治人物。

## 生平
成化十六年（1480年）庚子科順天鄉試第四十九名舉人，二十年（1484年）中式甲辰科會試第二百七十五名，三甲第六十六名進士。授淅川縣知縣，升太僕寺丞，改工部主事，復除戶部主事，升員外郎、郎中，因給事中安奎事下獄削秩。正德五年（1510年）劉瑾伏誅，起補戶部郎中，出為順慶府知府。

## 家族
曾祖樊夢斗，字北一，號文成，選貢。子樊潤，生員。孫樊效才，選貢，文縣知縣，祀靜海縣名宦。